# Ludwig Dindorf
Ludwig Dindorf (vollständiger Name Ludwig August Dindorf, * 3. Januar 1805 in Leipzig; † 6. September 1871 ebenda) war ein deutscher Klassischer Philologe. Er ist durch zahlreiche Editionen griechischer Autoren hervorgetreten, die im 19. und 20. Jahrhundert mehrmals nachgedruckt wurden. Dindorfs bedeutendste Ausgaben hinsichtlich der Textkritik waren die Ausgaben des Fachschriftstellers Xenophon, des Historikers Diodor und des Chronicon Paschale.

## Leben
Dindorf war der Sohn des Sprachwissenschaftlers Gottlieb Immanuel Dindorf (1755–1812) und der jüngere Bruder des Klassischen Philologen Wilhelm Dindorf. Mit sieben Jahren wurde er in die Quarta der Leipziger Thomasschule aufgenommen, mit acht Jahren rückte er (nach dem Tod seines Vaters) in die Tertia auf. 1814 wechselte er für eineinhalb Jahre an die Klosterschule in Donndorf. Am 26. April 1816 trat er wieder in die Sekunda der Thomasschule ein, wurde 1818 in die Prima versetzt, absolvierte seinen Schulabschluss am 10. April 1820 und begann ein Studium der Klassischen Philologie an der Universität Leipzig. Dort wurde er stark von Gottfried Hermann beeinflusst, so dass er sich verstärkt der griechischen Textkritik zuwandte und schon vor Abschluss seines Studiums eine Edition von Xenophons Werken Symposion und Agesilaos herausgab.
Nach dem Studium lebte Dindorf als Privatgelehrter in Leipzig. Gemeinsam mit seinem Bruder Wilhelm überarbeitete er von 1831 bis 1865 den Thesaurus linguae Graecae von Stephanus.

## Wissenschaftliches Werk
Dindorf setzte seine textkritische Arbeit seit dem Studium ununterbrochen fort. Für die Bibliotheca Teubneriana gab er die Werke Thukydides’ (1824), Xenophons (1824–26), Hesiods (1825) und Euripides’ (1825) heraus. Die Xenophon-Ausgabe erschien mit neuen Anmerkungen 1829–31 erneut im Berliner Verlag Georg Reimer. Dindorf leistete die erste textkritisch bereinigte Ausgabe der Anabasis. Auch andere griechische Historiker behandelte er: So brachte er im Laufe seines Lebens vier Editionen des Diodorus Siculus heraus (1826 in vier Bänden, 1828–31 in fünf Bänden, 1842 in fünf Bänden, 1867–68 seine letzte, verbesserte Ausgabe in fünf Bänden), Johannes Malalas (1831), das Chronicon paschale (1832), Pausanias (1845), Cassius Dio (1863–65 in fünf Bänden), Polybios (1866–68 in vier Bänden), Johannes Zonaras (1868–1875 in sechs Bänden) und die sogenannten „kleineren Historiker“ (1870–71 in zwei Bänden).
Eine eher unbedeutende Ausgabe waren die „Dionis Chrysostomi orationes“ (in zwei Bänden, 1857). Mitarbeit an Stephanus’ Thesaurus Linguae graecae in 9 Bänden (Paris 1831–65).

## Schriften (Auswahl)

### Griechische Historiker
- Cassius Dio. 5 Bände. Leipzig: Teubner, 1863–1865.
- Chronicon Paschale. 2 Bände. Bonn: Weber, 1832 (Corpus scriptorum historiae Byzantinae)
- Diodoros
  - Leipzig: Weidmann, 1826. 4 Bände.
  - Leipzig: Hartmann, 1828–1831. 4 oder 5 Bände in 7 Teilen.
  - (mit Karl Müller) Paris: Didot, 1842–1844. 2 Bände.
  - Leipzig: Teubner, 1866–1868. 5 Bände.
- Ioannes Malala. Bonn: Weber, 1831 (Corpus scriptorum historiae Byzantinae).
- Polybios. 4 Bände. Leipzig: Teubner, 1866–1868.
- Thukydides. Leipzig: Teubner, 1824.
- Xenophon
  - Anabasis (Expeditio Cyri): Teubner 1824; Weidmann 1825; 1826; Reimer 1829 (stereot.; Nachdruck 1847); Oxford 18552; Teubner 18493; Teubner 1859?4.
  - Hellenika (Historia Graeca): Teubner 1824 (Nachdruck 1847?); Oxford 1831; Reimer 1831 (stereot.; Nachdruck 1847); Teubner 18502; Oxford 18532; Teubner 1872?3.
  - Cyrupädie (Institutio Curi): Teubner 1824?; Teubner 18262; Berlin (Reimer?) 1830 (Nachdruck 1848); Teubner 1849/18503; Oxford 1857; Teubner 1858?4.
  - Memorabilia (Commentarii): Oxford 1826 (Schneider, mit Dindorfs Kommentare); Teubner 18xx?; Berlin (Reimer?) 1831 (Nachdruck 1845); Teubner 18502; Teubner 1862?3; Oxford 1862 (mit Apologia).
  - Kleinere Schriften (Opuscula):
    - Convivium et Agesilaus. Weidmann 1823; Berlin (Reimer?) 1825 (?)
    - Scripta minora. Teubner 1824; 1849/18502;
    - Oeconomicus, convivium, Hiero, Agesilaus. Schneider, mit Dindorfs Kommentare. Oxford 1826.
    - Opuscula politica, equestria et venatica, cum Arriani libello de venatione. Oxford 1866.
- Zonaras. 6 Bände. Leipzig: Teubner, 1868–1875.
- Kleinere Historiker: Historici Graeci minores. 2 Bände. Leipzig: Teubner, 1870–1871
  - I. Nicolaus Damascenus. Pausanias Damascenus. Dexippus. Eusebius. Eunapius. Priscus. Eusthatius Epiphaniensis. Nestorianus. Magnus. Eutychianus. Ioannes Epiphaniensis. Malchus. Petrus. Praxagoras. Candidus. Theophanes Byzantius. Olympiodorus. Nonnosus
  - II. Menander Protector. Agathias

### Andere Griechische Schriftsteller
- Dio Chrysostom. 2 Bände. Leipzig: Teubner, 1857.
- Euripides. 2 Bände. Leipzig: Teubner, 1825.
- Hesiodos. Leipzig: Teubner, 1825.
- Pausanias. Paris: Didot, 1845.

### Andere
- mit Wilhelm Dindorf: Thesaurus Graecae linguae ab henrico Stephano constructus... 8 Bände. Paris: Didot, 1831–1865.